# Biserica „Sf. Dumitru”, „Sf. Împărați” din Stâlpu
Biserica „Sf. Dumitru”, „Sf. Împărați” din Stâlpu este un ansamblu de monumente istorice aflat pe teritoriul satului Stâlpu, comuna Stâlpu. În Repertoriul Arheologic Național, monumentul apare cu codul 49634.10.
Este o biserica veche si este pastrat in Stalpu,ca unmonument important pentru aceasta comuna.
Ansamblul este format din trei monumente:
- Biserica „Sf. Dumitru” și „Sf. Împărați” (cod LMI BZ-II-m-A-02483.01)

- Turn clopotniță (cod LMI BZ-II-m-A-02483.02)

- Zid de incintă (cod LMI BZ-II-m-A-02483.03)

## Biserica „Sf. Dumitru” și „Sf. Împărați”
Singura pisanie mai veche este cea de la restaurarea din 1936-1938. Biserica a existat înainte de întemeierea satului pe acest loc.  Inscripție: Pisania așezată deasupra ancadramentului ușii: „Această sfântă și dumnezeiască Biserică fiind derăpănată pe curgerea arcelor, s-a întărit și înfrumusețat sub supravegherea Comisiunii Monumentelor Istorice în anii 1936-1938”. Biserica se compune din: pridvor deschis cu arcade în plin centru pe coloane în imitație de piatră, pronaos cu scară în grosimea zidului, naos fără abside și altarul circular la interior și poligonal la exterior. Pronaosul se desparte de naos prin 3 arcade ușor trilobate, ca și tâmpla din zidărie de cărămidă. Naosul se înalță cu o turlă octogonală pe bază pătrată. Plastica fațadei constă în două registre decorate cu arcade cu profile duble – dințate de forme diferite, registre demarcate de un brâu plat cu decorațiuni imitând funia răsucită; cornișa îngustă cu profile simple sub streașina înfundată. Ferestrele înguste terminate în acoladă, sunt încadrate cu ornamente sculptate în piatră.  Forma originală și fazele succesive de transformări: Formele arhitecturale sunt originale, cu excepția pridvorului care înainte de restaurarea din 1936-1938 era închis, precum și turla ridicată pe naos tot atunci. Înainte de restaurare, biserica a avut turn clopotniță pe pronaos – așa cum indică scara din grosimea zidului de apus al acestuia.  Datând construcția acestei biserici din secolul al XVII-lea, s-ar putea ca actualul pridvor să fie doar o reconstituire a unui pridvor adăugat de ultimii ctitori, cu caracteristicile secolului al XVIII-lea, considerate bazate pe tablourile ctitorilor în care apare atât Matei Basarab și Vasile Lupu, cât și Constantin Cîrnu cu Șerban Cantacuzino și alții.